# Triple retrato de Carlos I
El Triple retrato de Carlos I, también llamado Carlos I en tres posiciones, es una obra de Anton van Dyck pintada al óleo sobre lienzo con unas dimensiones de 84,5 x 99,7 cm. Datada en 1635, pertenece a la Colección Real británica y se conserva en el castillo de Windsor en Windsor (Berkshire).

## Historia
El cuadro fue un encargo del principal mecenas y protector de Anton van Dyck, el rey Carlos I de Inglaterra, a quien ya le había realizado varios retratos. Pero en este caso no se trataba de ensalzar la figura del monarca o plasmar su poder sobre un lienzo, en esta ocasión el trabajo iba a ser enviado a Roma para que el afamado escultor italiano Bernini pudiera realizar un busto en mármol del monarca inglés. El busto era un regalo del papa Urbano VIII al rey con la ferviente esperanza de que mejoraran las relaciones entre la Iglesia católica y la Iglesia de Inglaterra.
A pesar de que el busto se perdió en el incendio del palacio de Whitehall en 1698, se sabe que la pieza fue presentada en 1637 y alabada por su exquisita ejecución y gran parecido al rey.
Tanto agradó que Carlos I recompensó a Bernini con un valioso anillo de diamantes.
El cuadro estuvo en manos de los descendientes de Bernini hasta 1802 que fue vendido a un marchante británico. La obra volvió a Inglaterra y fue exhibida en la British Institution. En 1822 fue adquirida para formar parte de la Colección Real y actualmente se conserva en el castillo de Windsor.

## Descripción
En la obra se representa al rey Carlos I de medio cuerpo y en tres posiciones diferentes: Perfil derecho, de frente y tres cuartas partes del perfil izquierdo.
El tipo de traje, sus colores y los cuellos de encaje son diferentes en cada retrato aunque en los tres porta la banda azul de la Orden de la Jarretera.
Se cree que Van Dyck pudo estar influenciado por la obra del pintor veneciano Lorenzo Lotto, Orfebre visto desde tres posiciones de 1530 y que en aquella época formaba parte de las Colecciones Reales. También, por otro lado, el retrato de Van Dyck posiblemente influyó en el Triple retrato del cardenal Richelieu de Philippe de Champaigne y pintado unos pocos años más tarde, en 1640.

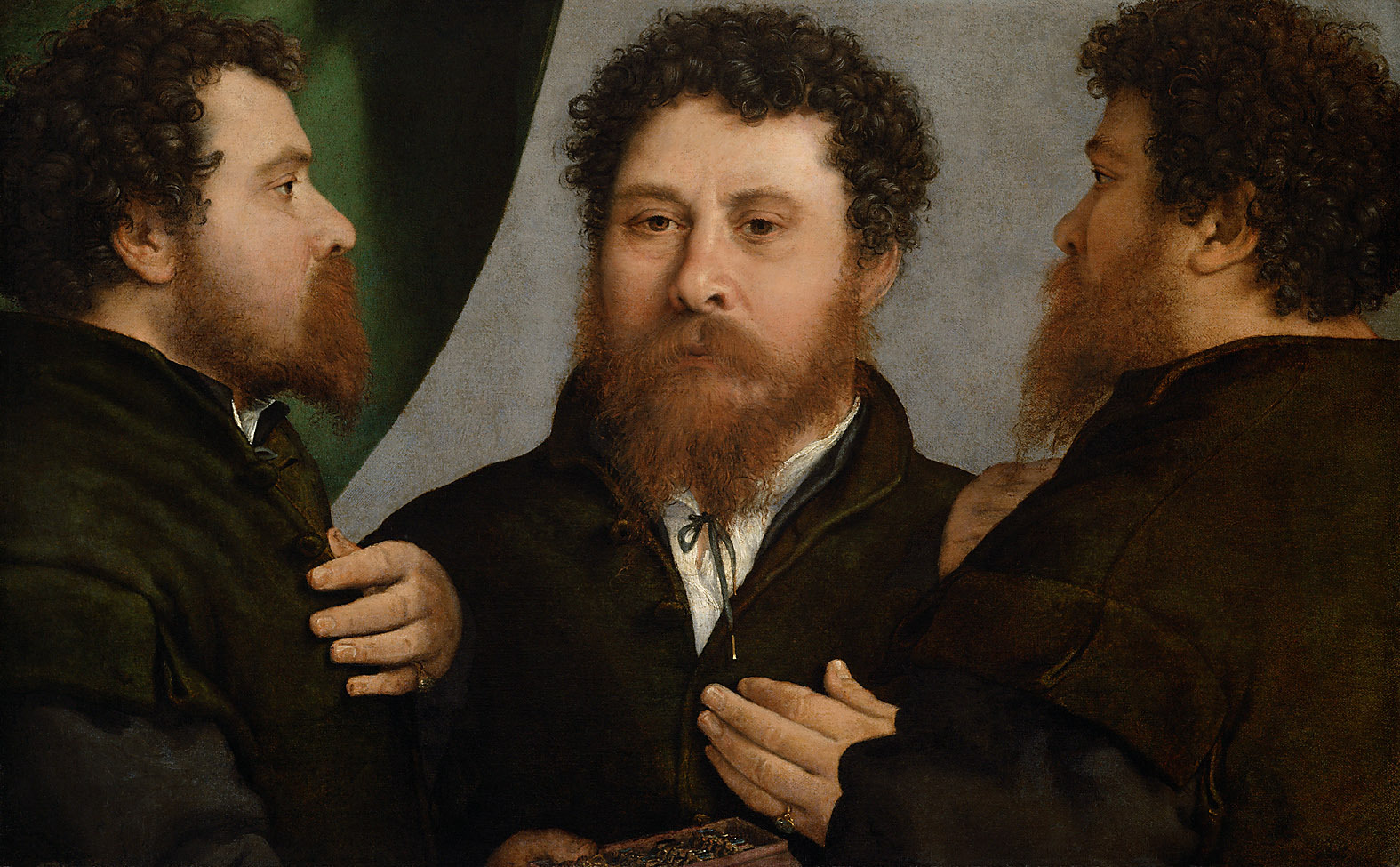
Orfebre visto desde tres posiciones, Lorenzo Lotto,1530, Museo de Historia del Arte de Viena.
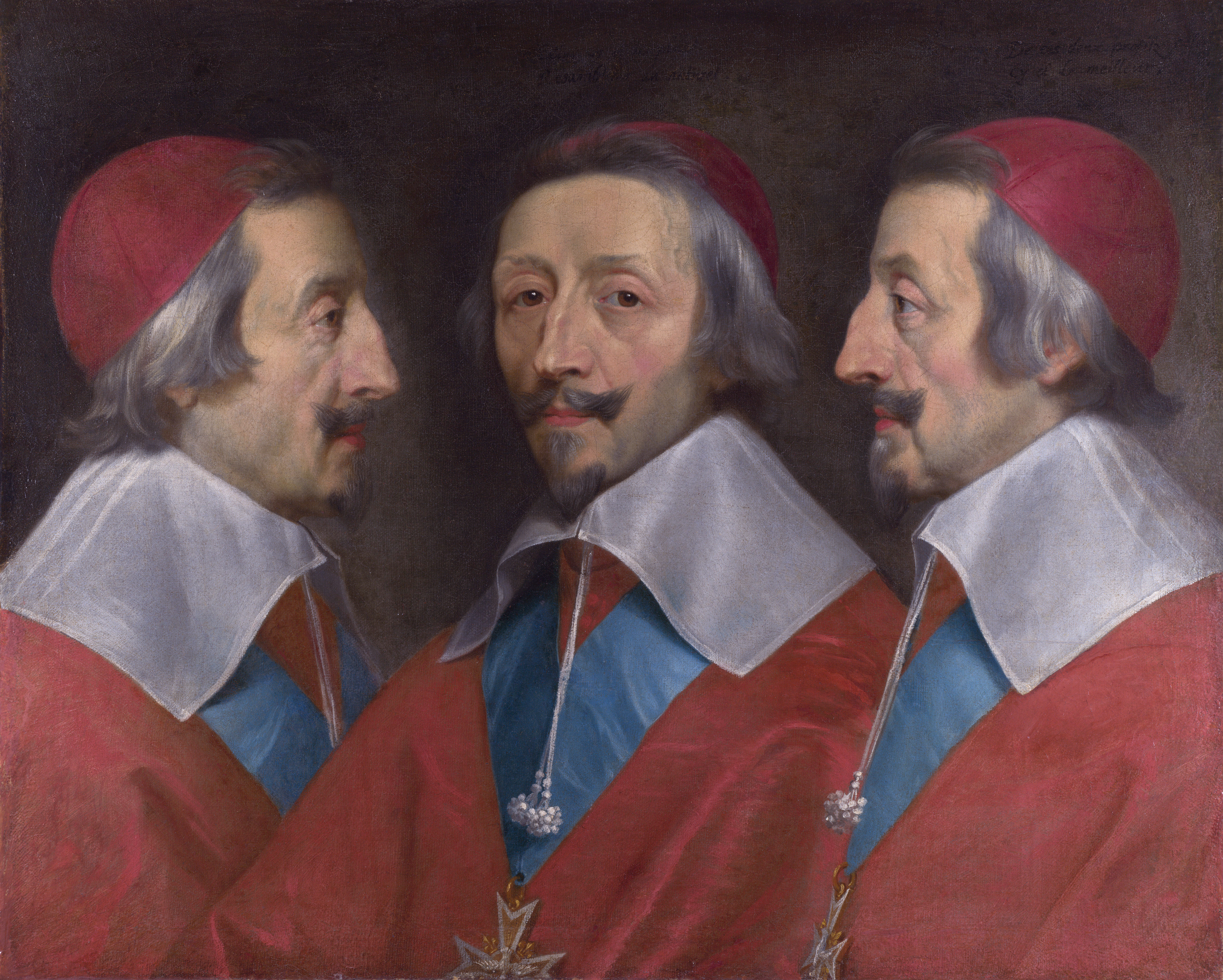
Triple retrato del Cardenal Richelieu, Philippe de Champaigne,1640, National Gallery, Londres.

### Citas
1. ↑  Kevin Sharpe (1992). The Personal Rule of Charles I. Yale University Press. pp. 306-307. ISBN 978-0-300-06596-1.
2. 1 2  «Charles I (1600-49) in three positions». The Royal Collection. Archivado desde el original el 20 de noviembre de 2013. Consultado el 15 de diciembre de 2013.